# Rosa pedunculata
Rosa pedunculata — вид рослин з родини трояндових (Rosaceae).

## Поширення
Ендемік Туркменістану.